# セントルシアの選挙
セントルシアの選挙（セントルシアのせんきょ）では、セントルシアで行われる選挙について記述する。
セントルシア議会は両院制となっており、元老院の議員11名は直接任命されるが、代議院の議員17名は単純小選挙区制で選出される。また、二大政党制になっているため、それ以外の政党が選挙で当選することは極めて困難である。

## カストリーズ中部の補欠選挙
2006年3月13日にカストリーズ中部選挙区で行われた補欠選挙では、無所属のリチャード・フレデリック候補が現職のサラ・フラッド＝ボーブルンとセントルシア労働党のヴィクトル・ラ・コルバニエール（Victor La Corbiniere）候補を破って当選した。